# Третий северный дивизион Футбольной лиги
Третий северный дивизион Футбольной лиги (англ. Football League Third Division North) — третий уровень в системе футбольных лиг Англии с 1921 по 1958 год. Параллельно существовал Третий южный дивизион Футбольной лиги. Клубы между ними распределялись в соответствии с их географическим положением, однако часть команд из региона Мидлендс периодически перемещалась между северным и южным дивизионами. Последним сезоном существования дивизиона был сезон 1957/58. В 1958 году обе группы Третьего дивизиона были преобразованы в Третий дивизион Футбольной лиги и Четвёртый дивизион Футбольной лиги.